# ماجلان (مسبار فضائي)

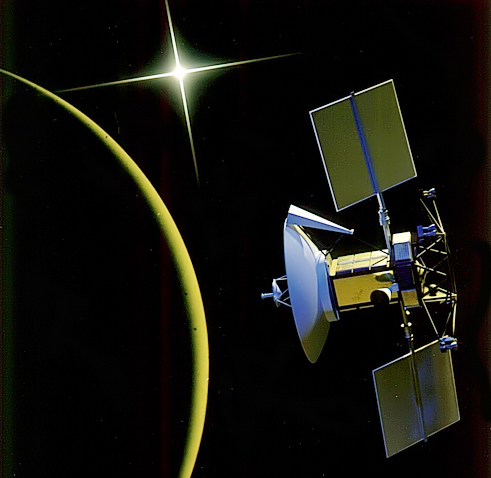
صورة المسبار الأمريكي ماجلان فوق كوكب الزهرة (صورة فنية)

مركبة ماجلان الفضائية (بالإنجليزية: The Magellan spacecraft)، وتُعرف أيضًا بالمخطِّط الراداري للزهرة، وهو مسبار فضائي آلي يبلغ وزنه 1035 كيلوغرامًا، أُطلق بواسطة وكالة ناسا بالولايات المتحدة يوم 4 مايو عام 1989، بغرض تخطيط سطح كوكب الزهرة باستخدام رادار الفتحة التركيبية، ولقياس حقل جاذبية الكوكب أيضًا.
يعتبر مسبار ماجلان أول مهمة بين كوكبية تُطلق على متن المكوك الفضائي، وهي أول مهمة تستخدم المعزز الصاروخي المعروف بـ «مرحلة القصور الذاتي العليا» أثناء الإطلاق، وتعتبر أيضًا أول مركبة فضائية تتبع أسلوب الكبح الجوي لجعل مدارها مدارًا دائريًا. كانت ماجلان خامس مهمة ناجحة تُطلقها ناسا إلى كوكب الزهرة، وأُطلق مسبار ماجلان بعد مدة 11 عامًا من تاريخ إطلاق آخر مسبار بين كوكبي للولايات المتحدة.

## تاريخ
بدأ العلماء التركيز على مهمات تخطيط سطح كوكب الزهرة في أواخر سبعينيات القرن الماضي. سعى العلماء في البداية لتصميم مركبة فضائية باسم رادار التصوير المداري للزهرة (فوير-VOIR)، ولكن كان واضحًا أن تكلفة هذه المهمة ستتعدى حد الميزانية المسموح بها لمثل هذه المهمات خلال السنوات التالية. ولهذا، أُلغيت مهمة «فوير» عام 1982.
اقترحت لجنة استكشاف النظام الشمسي إنشاء نظام راداري مُبسط، وقُبل هذا الاقتراح واعتُمد باسم «برنامج التخطيط الراداري للزهرة» عام 1983. شمل هذا الاقتراح أن تركز المهمة على أهداف محدودة، مع استخدام أداة علمية رئيسية واحدة. تغير اسم هذه المهمة إلى ماجلان في عام 1985، وذلك تكريمًا للمستكشف البرتغالي فرناندو ماجلان بالقرن السادس عشر، الذي عُرف باستكشافه وتخطيطه لكوكب الأرض.
شملت أهداف المهمة كلًا من:
- الحصول على صور رادارية شبه شاملة لسطح كوكب الزهرة بدقة مشابهة لدقة التصوير البصري بمقدار 1 كيلومتر لكل زوج خطي، وهو الهدف الرئيسي للمهمة.
- الحصول على خريطة تضاريس شبه شاملة للكوكب بدقة مكانية تبلغ 50 كيلومترًا، ودقة عمودية تبلغ 100 متر.
- الحصول على بيانات شبه شاملة لمجال جاذبية الكوكب بدقة 700 كيلومتر، ودقة 2 إلى 3 ملليغال.
- التطوير من فهم البنية الجيولوجية للكوكب، بما يشمل توزيع كثافته وخواصه الديناميكية.

## تصميم المركبة الفضائية
صُممت المركبة وأُنشئت بواسطة شركة مارتن ماريتا، وتولى مختبر الدفع النفاث (JPL) بناسا إدارة المهمة. كانت إليزابيث باير مديرةً للبرنامج، وكان جوزيف بويس العالم الأول للبرنامج بمقر وكالة ناسا. وفي مختبر الدفع النفاث، كان دوغلاس غريفيث مديرًا لمشروع ماجلان وكان ر. ستيفين سوندرز العالم الأول للمشروع.
صُنعت أغلب مكونات المسبار ماجلان من قطع غيار المهمات الأخرى، مثل برنامج فوياجر، وغاليليو، ويوليوس، ومارينر 9، وذلك للتوفير من تكلفة المشروع. صُنع جسم المركبة الرئيسي من قطع غيار مهمات فوياجر، وكان عبارة عن هيكل له عشرة جوانب يحتوي على أجهزة حاسوبية، وسجلات للبيانات، ومجموعة من الأنظمة الفرعية الأخرى. بلغ طول المركبة نحو 6.4 متر وبلغ قطرها نحو 4.6 متر. كان وزن المركبة وحدها 1035 كيلوغرامًا، وحملت على متنها 2414 كيلوغرامًا من وقود أنظمة الدفع لتكون الكتلة الكلية للمركبة 3449 كيلوغرامًا.

### أنظمة الاتصالات
تشمل أنظمة الاتصالات بالمركبة على هوائي منخفض الوزن وعالي الالتقاط، ومصنوع من الغرافيت والألومنيوم بعرض 3.7 متر، وهو من بقايا برنامج فوياجر، ويوجد أيضًا بالمركبة هوائي متوسط الالتقاط، وهو ضمن قطع الغيار لمهمة مارينر 9. ثُبت هوائي منخفض الالتقاط أيضًا بالهوائي العالي تحسبًا للظروف الطارئة. وكانت تستقبل المركبة أوامرها، عبر الاتصال بشبكة ناسا لمراقبة الفضاء العميق، بمعدل 1.2 كيلوبت في الثانية الواحدة في نطاق الحزمة الراديوية إس (S-band)، وكانت ترسل البيانات بمعدل 268.8 كيلوبت في الثانية الواحدة في نطاق الحزمة الراديوية إكس (X-band).

### الطاقة
كانت ماجلان تحصل على طاقتها عبر مصفوفتين شمسيتين مربعتين، يبلغ عرض كل منها 2.5 متر. أمدت المصفوفتين المركبة بنحو 1200 واط من الطاقة الكهربية في بداية المهمة. ولكن المصفوفات الشمسية تتحل على مدار المهمة بفعل التغيرات الحرارية الشديدة، والمتكررة. استُخدم زوج من البطاريات بلغت سعة كل منهما 30 أمبير-ساعة، وكانت كل بطارية مكونةً من 26 خلية من نوع النيكل-كادميوم، وذلك بغرض إمداد المركبة بالطاقة عندما يُحجب عنها ضوء الشمس على أن تُشحن البطاريتان مرةً أخرى عندما تستقبل المركبة ضوء الشمس من جديد.

### الأجهزة الحاسوبية ومعالجة البيانات
كان النظام الحاسوبي على ماجلان نظامًا معدلًا من مهمة غاليليو، وشمل حاسوبين من نوع إيه تي إيه سي-16 (ATAC-16) باعتبارهما نظامًا إضافيًا خاص بأنظمة التحكم الفرعية بوضع المركبة، وأربعة معالجات دقيقة من نوع آر سي إيه 1802 (RCA 1802)، ونظامين حاسوبيين إضافيين للتحكم في النظام الفرعي للقيادة والبيانات (CDS). تمكن نظام سي دي إس من الاحتفاظ بالأوامر لمدة تصل إلى ثلاثة أيام، بالإضافة إلى إمكانية قيادته للمركبة ذاتيًا عند حدوث أي مشاكل في حالة انقطاع الاتصال بين المسؤولين عن تشغيل المهمة والمركبة.
يوجد بالمركبة أيضًا شريطين من نوع شريط التسجيل الرقمي متعدد المسالك، وذلك بغرض تسجيل الأوامر والبيانات الخاصة بالمهمة، وتصل سعة الشريطين إلى 225 ميغابت من البيانات، وتحتفظ المركبة بهذه البيانات إلى أن تستعيد اتصالها بالأرض لتشغيل الشريطين مرسلةً هذه البيانات المُسجلة إلى الأرض.

## معرض صور

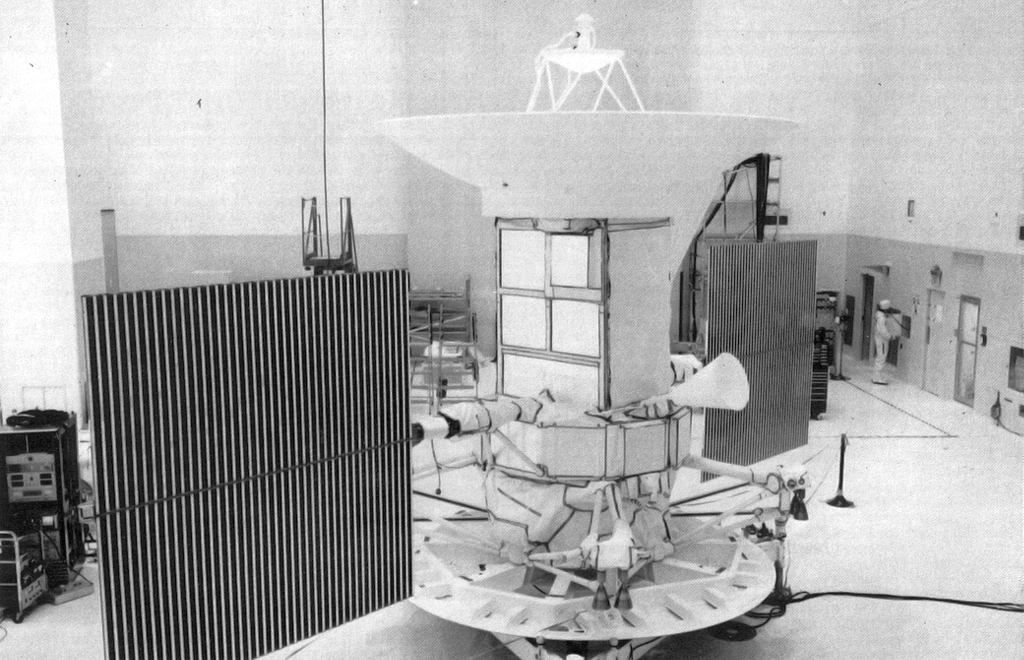
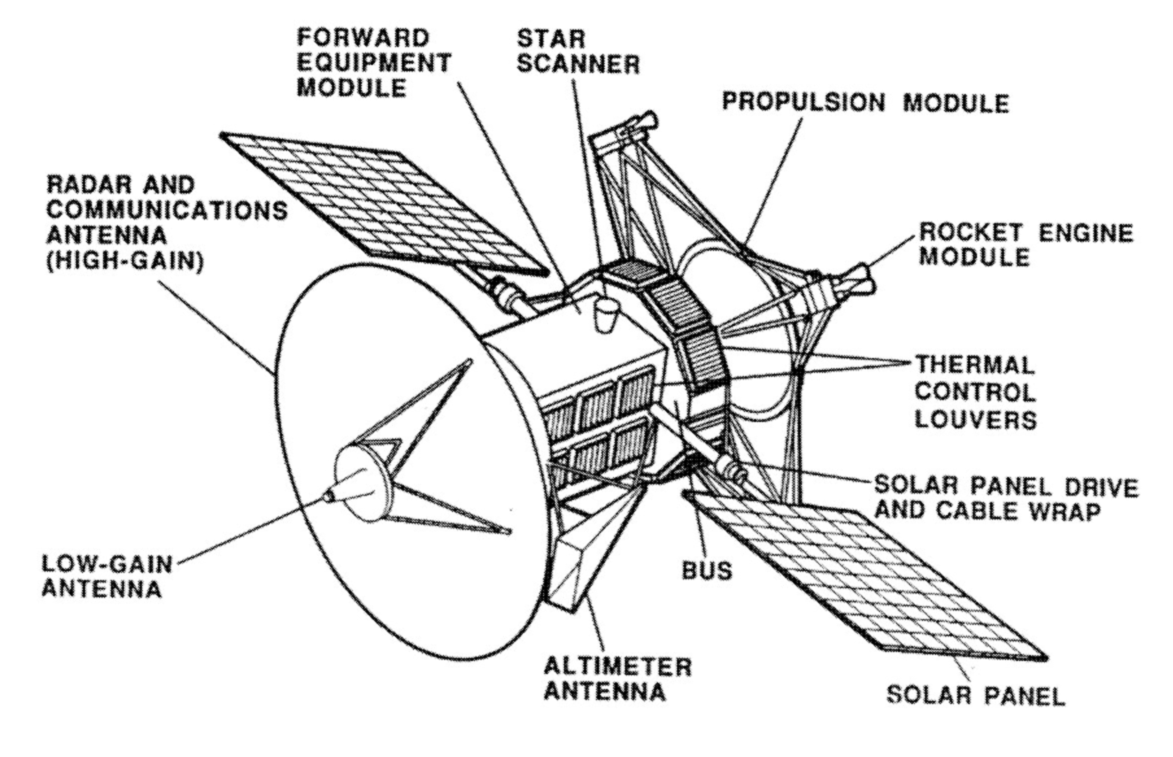
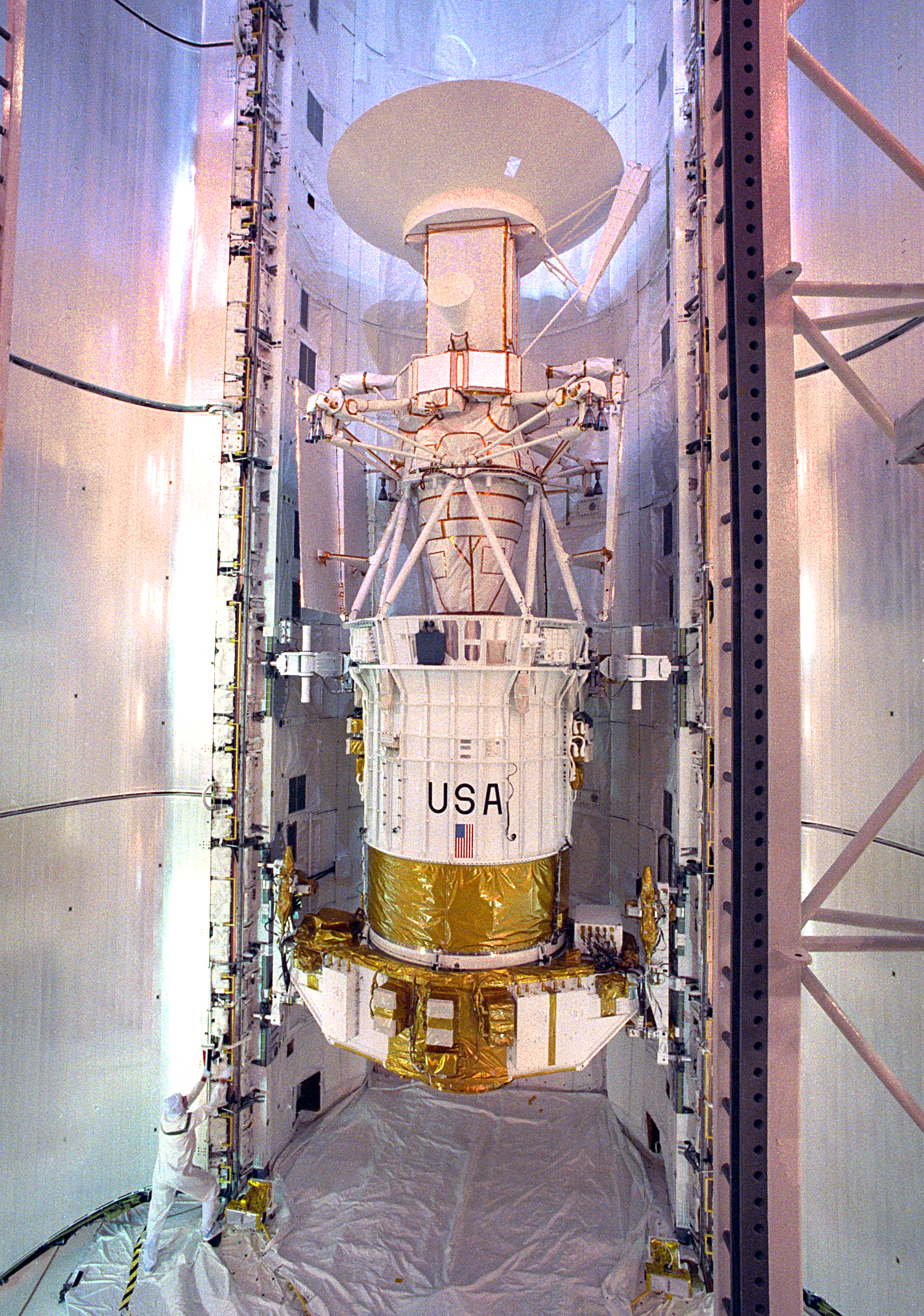
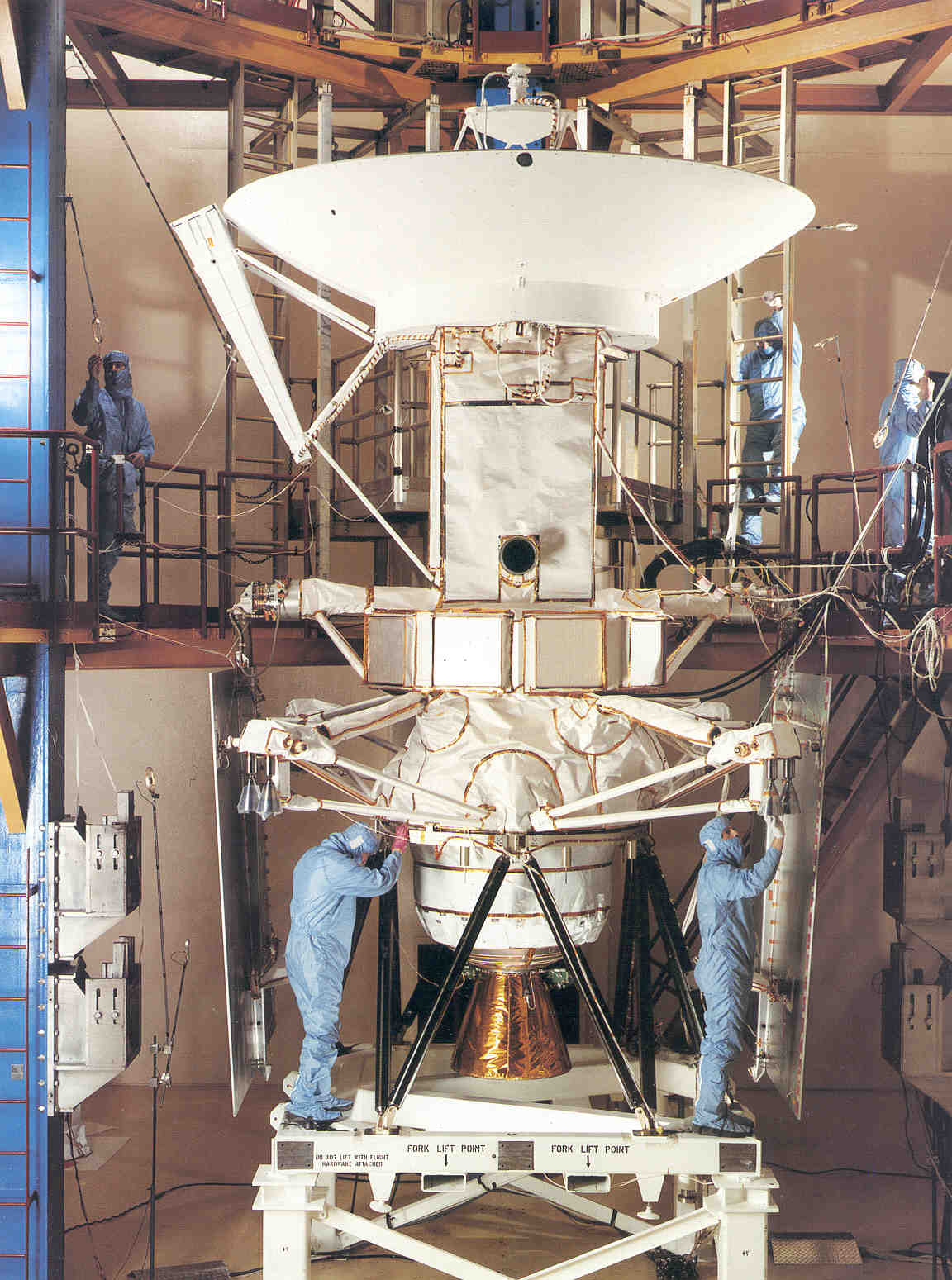